# Morro da Conceição (Recife)
O Morro da Conceição é um bairro do Recife.
Antes chamado Outeiro de Bagnuolo, pertencia ao bairro de Casa Amarela, dele se desmembrando em 1988, com a reestruturação político-administrativa do Recife.

## História
Durante a segunda das Invasões holandesas do Brasil, o conde de Bagnuolo idealizou uma fortificação, próxima ao local do antigo Arraial Velho do Bom Jesus, que não chegou a ser construída.
Após a derrota dos holandeses, o local passou a ser chamado Outeiro de Bagnuolo, em lembrança ao seu nome.
Em 1900 recebeu a denominação de Outeiro da Bela Vista.
Seu nome atual data de 1904, quando o bispo do Recife, Dom Luís Raimundo da Silva Brito, mandou erigir no seu alto um monumento a Nossa Senhora da Conceição, que foi construído na França e ali erguido, em comemoração ao cinqüentenário do dogma da Imaculada Conceição. Antes de sua inauguração, foram realizadas Santas Missões no local, em outubro de 1904, e foi a partir desse momento que os recifenses passaram a chamar o local de Morro da Conceição . Antes da inauguração do monumento foi aberta uma estrada para dar acesso ao local.
Em 8 de dezembro de 1904, com a inauguração do monumento, uma grande multidão acorreu ao local, transformando-se em local de romaria e a data passou a ser feriado municipal.
Em 1906 foi construída uma capela próxima ao monumento a Nossa Senhora da Conceição.
Desdobrando-se da Paróquia do Bom Jesus do Arraial e sendo elevada a paróquia, foi construída outra igreja, a igreja matriz, entre a antiga capela e a imagem de Nossa Senhora da Conceição.
O local passou por processo de urbanização. A área, que antes servia de local para a festa, recebeu uma quadra poliesportiva e o terminal de ônibus ficou mais próximo da Imagem da Conceição.

## Monumento

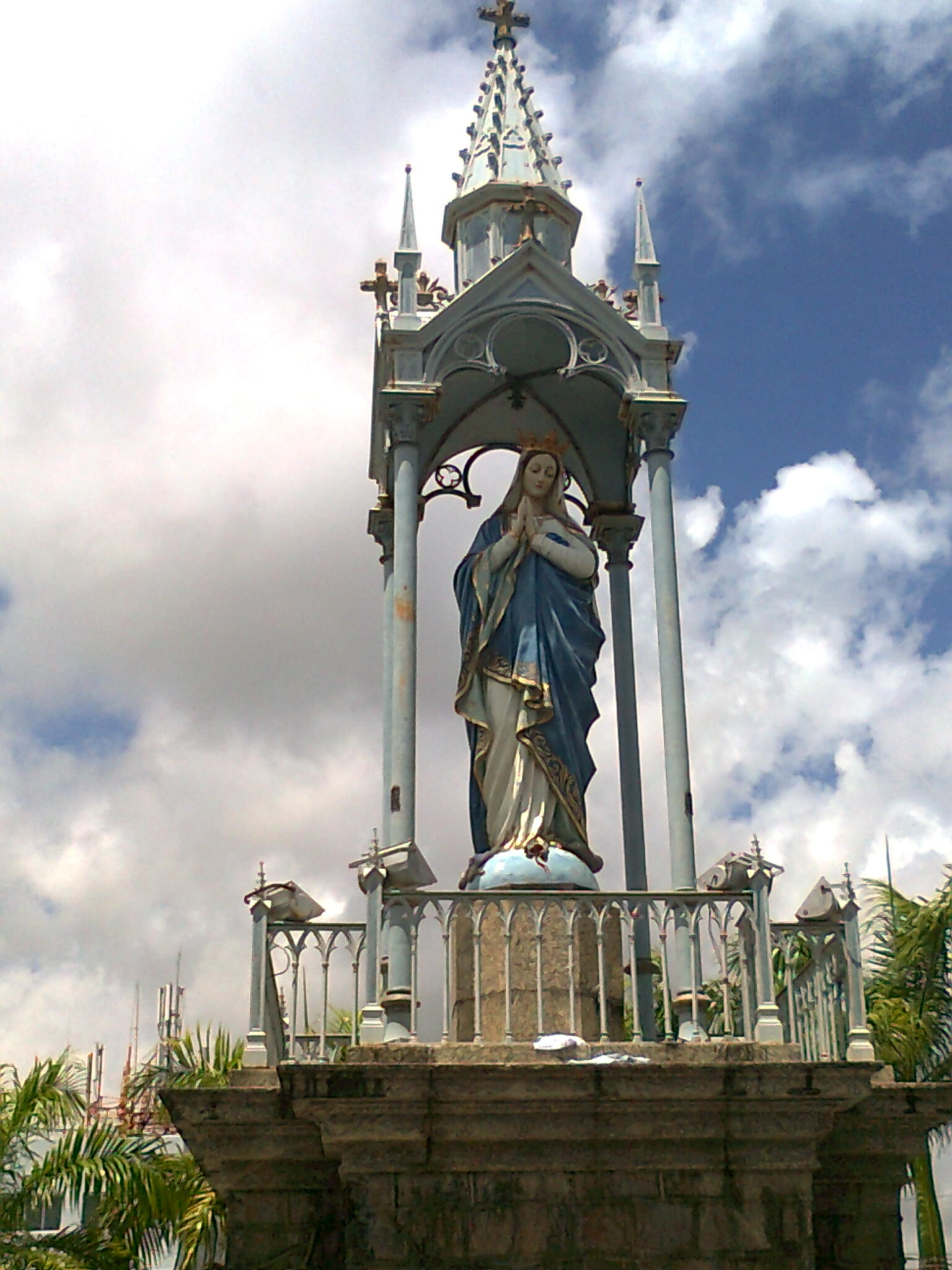
Monumento a Nossa Senhora da Conceição.

A instalação do monumento no alto do Morro da Conceição foi o ponto alto das comemorações dos 50 anos do dogma da Imaculada Conceição de Maria no território da Diocese de Olinda. Ele é composto pela base, composta de pedras toscas, a imagem e o nicho que a abriga, formado por 4 colunas em ferro fundido e um zimbório com uma flecha em seu topo. A Imagem de Nossa Senhora da Conceição, que foi trazida da França em um Navio pelos vicentinos da SSVP em 1904, mede 3,3 m e fica sobre uma peanha de 1,1 m. Sobre o globo terrestre, com as mãos unidas em oração e uma cobra sendo esmagada pelos pés, para simbolizar a passagem bíblica do livro do Gênesis (3,15), quando Deus diz: "Porei inimizade entre ti e a Mulher, entre a tua descendência e a dela. Tu lhe ferirás o calcanhar e ela te esmagará a cabeça".
Tem sua face virada para a nova igreja Matriz, construída em 2008, defronte da antiga capela do início do século XX.
Em posição alta e privilegiada, a imagem e a capela são vistas de várias partes do Recife.
Apesar da importância que tem para o povo e a história recifense, o conjunto (imagem e capela) não é tombado pelo Patrimônio Histórico. O local (Morro da Conceição e Monumento a Nossa Senhora) foi elevado a santuário religioso.

## Festa do Morro

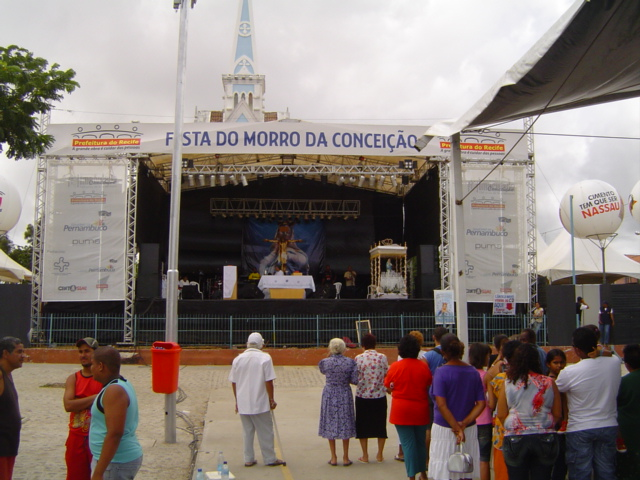
Festa do Morro da Conceição, em 2007.

### Festa religiosa
Todos os anos, em 29 de novembro, é realizada a procissão da bandeira, que leva pequena imagem de Nossa Senhora da Conceição e uma bandeira alusiva à mesma. 
Quando o monumento pertencia à paróquia do Bom Jesus do Arraial, a procissão saía sempre de sua matriz.
Com a elevação a paróquia, essa procissão passou a sair de pontos diferentes a cada ano.
É realizada uma novena, que termina no dia 7 de dezembro.
No dia 8, são celebradas missas, a partir da zero hora (00:00), culminando com outra procissão durante a tarde/noite e uma missa em seguida.

### Festa profana
Até 1959 o pátio do Morro da Conceição era palco de uma grande festa, com brinquedos infantis e adultos, barracas com comidas típicas etc. Grande multidão acorria ao local durante os dias que antecediam a festa da Conceição.
Com um acidente ocorrido em 1959, quando houve correrias no local repleto de pessoas, resultando em várias mortes e inúmeras pessoas acidentadas, o então pároco da paróquia do Bom Jesus do Arraial, Monsenhor Teobaldo de Souza Rocha, empenhou-se junto às autoridades para retirar do morro a festa profana.
Mudaram-se, então, os festejos profanos para o pé do morro, na Avenida Norte e no Largo Dom Luís.

## Estrutura político-administrativa
Até 1988 o Morro da Conceição pertencia ao bairro de Casa Amarela. Com a reestruturação dos bairros do Recife, foi elevado à categoria de bairro.
Pelo censo de 2000, do IBGE o Morro da Conceição tem População: 10.142 habitantes, numa área de 40,9 hectares.
Densidade: 248,15 hab./ha